# GmbHRundschau
Die GmbHR (ehemals GmbHRundschau), Untertitel Zeitschrift für Gesellschafts-, Unternehmens und Steuerrecht, ist eine seit über 100 Jahren erscheinende Fachzeitschrift für Wirtschaftsrecht.

## Konzept
Schwerpunkte der Zeitschrift sind das Gesellschafts- und Steuerrecht von GmbH und Personengesellschaften, aber auch andere relevante angrenzende Themen des Unternehmensrechts (z. B. Arbeits- und Sozialrecht, Insolvenzrecht, Compliance). Ziel der Zeitschrift ist, Rechtsprechung und Wissen rund um die GmbH und Personengesellschaften aktuell, umfassend, wissenschaftlich fundiert und zugleich praxisbezogen aufzubereiten sowie die Pflege der fachlichen Diskussion.

## Geschichte
Die GmbH-Rundschau erschien im Gründungsjahr der Centrale für GmbH 1905 als Centrale-Mitteilungen, ab 1909 als Rundschau für G.m.b.H., von 1936 bis 1944 als Sonderausgabe Rundschau für G.m.b.H der allgemeineren Zeitschrift Rechtsspiegel der Wirtschaft, von 1946 bis 1949 als Centrale-Rundschreiben, ab 1949 wieder als Rundschau für G.m.b.H., von 1963 bis 1991 unter dem Titel GmbH-Rundschau und später ohne Bindestrich. Seit der Ausgabe 19/2023 trägt sie den heutigen Titel „GmbHR“.
Nach 1945 war und ist die lückenlose Dokumentation der Rechtsprechung mit kritischen Anmerkungen wesentlicher Teil der Zeitschrift. Die GmbHR, die sich seit 1985 mit ihrem Report auch dem Arbeits- und Sozialrecht, der Europa-Praxis sowie der Wirtschaftspraxis zuwendet, ist seit 1949 von jährlich 80 Seiten auf insgesamt ca. 1.400 Seiten angewachsen. Seit Mai 2007 stellt sie im Zusammenwirken mit der Zeitschrift „AG – Die Aktiengesellschaft“ auch einen wöchentlichen Newsletter bereit. Beide Zeitschriften betreiben zudem den „Blog Gesellschaftsrecht“. Die GmbHR widmet sich seit 2022 auch verstärkt dem allgemeinen Personengesellschaftsrecht.

## Zielgruppe
Die GmbHR hat einen breit gefächerten Leserkreis, der sich in erster Linie aus Angehörigen der rechts- und steuerberatenden Berufe, Mitarbeitern von Unternehmen, aber auch aus Wissenschaft, Justiz und Verbänden zusammensetzt.

## Herausgeber und Redaktion
Die GmbHR wird herausgegeben von der Centrale für GmbH.
Geschäftsführende Herausgeber: Prof. Dr. Walter Bayer, RA/StB Vors. RiBFH a. D. Prof. Dr. Dietmar Gosch, WP/StB Prof. Dr. Norbert Neu, Ltd. Reg.Dir. Ralf Neumann, RA Prof. Dr. Jochem Reichert, Prof. Dr. Johannes Wertenbruch
Schriftleitung: Rechtsanwältin / FA StR Vanessa Maidorn
Herausgeber-Beirat: Prof. Dr. Detlef Kleindiek, RiBFH Christian Levedag, LLM. Tax, RA/StB Prof. Dr. Götz Tobias Wiese

## Inhalte
Im Aufsatz-Teil enthält die GmbHR Fachinformationen zu Fragen des gesamten Gesellschafts-, Unternehmens- und Steuerrechts der GmbH und Personengesellschaften, die für die Führung und Beratung von Unternehmen von Bedeutung sind. Unter der Rubrik „Beratungpraxis“ werden Beratungsthemen möglichst praxisnah zusammengefasst, die speziell für die vor- und nachsorgende Rechts- und Steuerberatung praktische Unterstützung geben sollen. Die Rubrik „Podium“ möchte die kontroverse Diskussion anregen. Der Entscheidungsteil dokumentiert die Rechtsprechung im Gesellschafts-, Unternehmens- und Steuerrecht, bei besonderer Bedeutung mit Kommentaren.
Der GmbHR Report ergänzt die Fachinformationen durch Kurzberichte zu Themen aus dem Unternehmensrecht, Arbeits- und Sozialrecht, dem Steuer- und Bilanzrecht, dem Europarecht sowie der Wirtschaftspraxis, die darüber hinaus für die Führung und Beratung von Unternehmen von Bedeutung sind. Die Rubrik „GmbHR im Blickpunkt“ als erster Beitrag stellt Unternehmen und ihren Beratern diejenigen (aktuellen) rechtlichen Entwicklungen vor, die für die Unternehmenspraxis bzw. -beratung von größter Wichtigkeit sind.
Unter der Rubrik „Internationales“ werden praxisbezogene Gesamtdarstellungen bzw. Erörterungen von Einzelfragen aus dem Bereich des internationalen Gesellschafts- und Steuerrechts veröffentlicht.
Online verfügbar ist die GmbHR in der Datenbank Otto Schmidt online sowie im Rechtsportal juris.